# D-aminoácido desidrogenase
A D-aminoácido desidrogenase (EC 1.4.99.1) é uma enzima bacteriana que catalisa a oxidação de D-aminoácidos nos correspondentes oxiácidos. Contém flavina e ferro não-hemo como cofactores. A enzima possui uma larga especificidade e pode agir na maioria dos D-aminoácidos.
D-aminoácido + H2O + aceitador ⇐> a 2-oxiácido + NH3 + aceitador reduzido
Esta reacção é distinta da reacção de oxidação catalisada pela D-aminoácido oxidase que utiliza o oxigénio como substrato secundário. A desidrogenase pode utilizar muitos compostos diferentes como aceitadore sde electrões, com o substrato fisiológico sendo a coenzima Q.